# Konståret 1859

## Händelser

### Okänt datum
- Frederic E. Churchs The Heart of the Andes ställs ut i New York och drar 12 000 betalande besökare.
- Peter Cooper grundade The Cooper Union for the Advancement of Science and Art.

## Verk

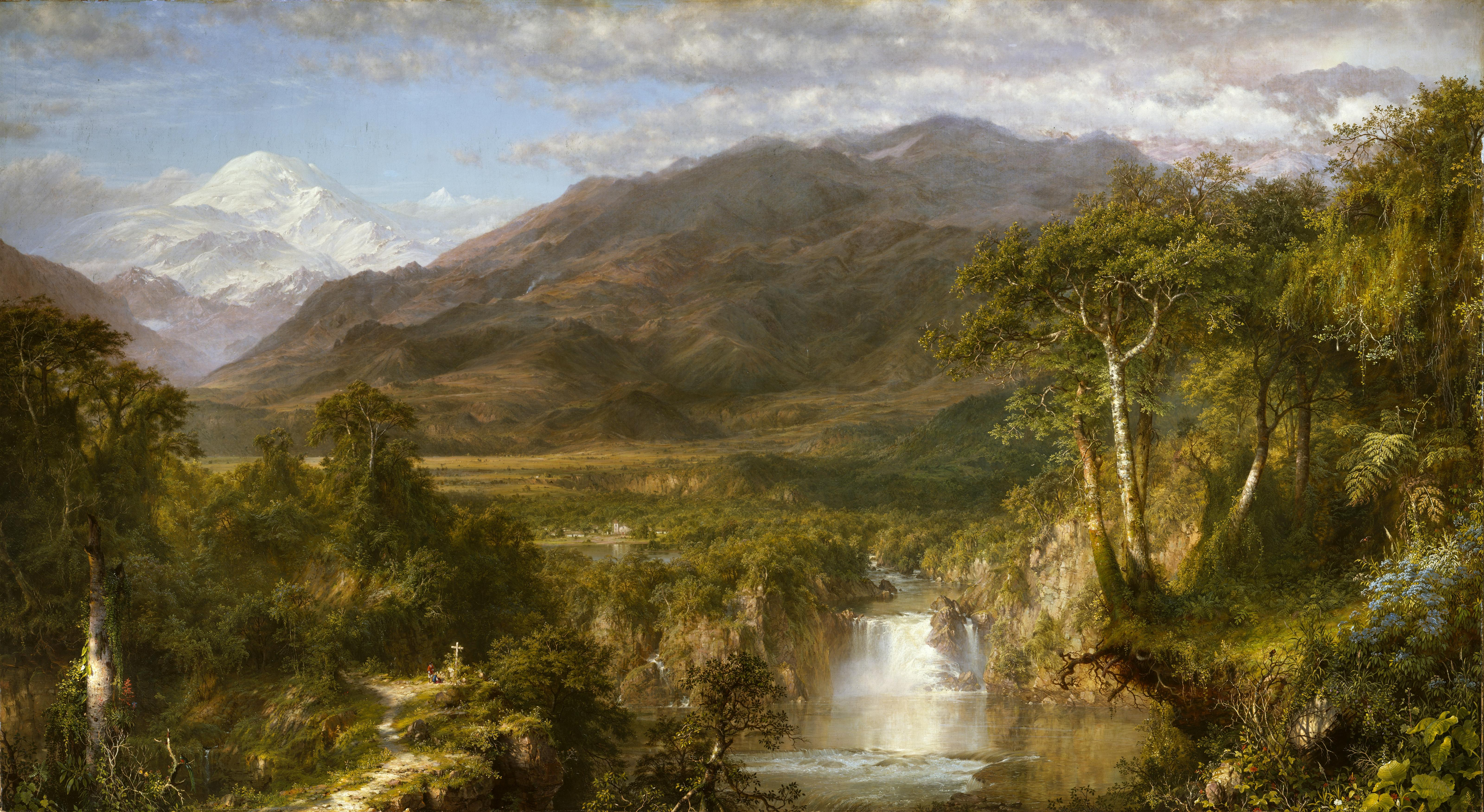
Heart of the Andes av Frederic Edwin Church är en tavla gjord med olja på duk från 1859.

- Johan Peter Molin - Bältesspännarna.
- Frederic E. Church - The Heart of the Andes.
- Francesco Hayez - Kyssen (Il bacio)
- Édouard Manet - Le buveur d'absinthe (Ny Carlsberg Glyptotek, Köpenhamn).

## Födda
- 17 mars - Axel Jungstedt (död 1933), svensk konstnär och konstprofessor.
- 7 april - J.A.G. Acke (död 1924), svensk målare, tecknare och skulptör.
- 31 juli - Rolf Adlersparre (död 1943), svensk konstnär (bildhuggare).
- 18 augusti - Anna Ancher (död 1935), dansk målare.
- 3 oktober - Karin Bergöö (Larsson) (död 1928), svensk konstnär.
- 17 oktober - Childe Hassam (död 1935), amerikansk impressionistisk målare.
- 10 november - Théophile Steinlen (död 1923), schweizisk/fransk målare.
- 18 november - Ida Gisiko-Spärck (död 1940), svensk konstnär.
- 2 december - Georges Seurat (död 1891), fransk målare.
- 30 december - Henrietta Rae (död 1928), engelsk målare.
- okänt datum - William Bliss Baker (död 1886), amerikansk landskapsmålare.
- okänt datum - Carin Wästberg (död 1942), svensk textilkonstnär.

## Avlidna
- 8 maj - José de Madrazo y Agudo (född 1781), spansk målare.
- 7 juni - David Cox (född 1783), engelsk landskapsmålare.
- 27 augusti - Catharine Hermine Kølle (född 1788), norsk målare.
- 17 november - James Ward (född 1769), engelsk målare och gravör.
- okänt datum - Alexey Tyranov (född 1801), rysk målare.
- okänt datum - James Stark (född 1794), engelsk målare.
- okänt datum - Charles Robert Leslie (född 1794), engelsk genremålare.